# 일반화 다각형

일반화 사각형의 예

결합 구조 이론에서, 일반화 다각형(一般化多角形, 영어: generalized polygon)은 특정 크기 이하의 다각형을 갖지 않는 결합 구조이다. 사영 평면과 다각형의 공통적인 일반화이다.

## 정의
임의의 {\displaystyle n\geq 3}에 대하여, 일반화 {\displaystyle n}각형(영어: generalized {\displaystyle n}-gon)은 다음 조건들을 모두 만족시키는 결합 구조 {\displaystyle (X,L,\vartriangleleft )}이다.
- 준선형 공간이다. 즉,
  - 임의의 서로 다른 두 점에 대하여 이와 결합하는 직선이 존재하며,
  - 모든 직선은 두 개 이상의 점과 결합한다.
- {\displaystyle 2\leq m<n}에 대하여, {\displaystyle m}각형을 부분 구조로 갖지 않는다.
- 적어도 하나 이상의 {\displaystyle n}각형을 부분 구조로 갖는다. 또한, 다음이 성립한다.
  - 임의의 두 점 {\displaystyle x,y\in X}에 대하여, {\displaystyle x}와 {\displaystyle y}를 꼭짓점으로 갖는 {\displaystyle n}각형이 존재한다.
  - 임의의 두 직선 {\displaystyle l,m\in L}에 대하여, {\displaystyle l}과 {\displaystyle m}을 변으로 갖는 {\displaystyle n}각형이 존재한다.
  - 임의의 점 {\displaystyle x\in X}과 직선 {\displaystyle l\in L}에 대하여, {\displaystyle x}를 꼭짓점으로, {\displaystyle l}을 변으로 갖는 {\displaystyle n}각형이 존재한다.

## 성질
일반화 {\displaystyle n}각형의 쌍대 결합 구조 역시 일반화 {\displaystyle n}각형이다.

## 예
특히, 위 정의의 특수한 경우로, 일반화 이각형(一般化二角形, 영어: generalized digon)은 다음 조건을 만족시키는 인접 구조이다.
- 모든 점은 모든 직선과 인접한다.
- 두 개 이상의 점이 존재한다.
- 두 개 이상의 직선이 존재한다.

일반화 삼각형(一般化三角形, 영어: generalized triangle)은 (비퇴화) 사영 평면과 동치인 개념이다.

### 다각형
다각형, 즉 어떤 순환 그래프를 구성하는 결합 구조는 일반화 다각형을 이룬다.

## 역사
일반화 다각형의 개념은 자크 티츠가 반단순 리 군을 연구하기 위하여 1959년에 도입하였다.

## 같이 보기
- 이임학 군

## 참고 문헌
- Kantor, William M. (1986). 〈Generalized polygons, SCABs and GABs〉.   Rosati, Luigi A. 《Buildings and the geometry of diagrams. Lectures given at the 3rd 1984 session of the Centro Internazionale Matematico Estivo (C.I.M.E.) held at Como, Italy, August 26 – September 4, 1984》. Lecture Notes in Mathematics (영어) 1181. Springer-Verlag. 79–158쪽. doi:10.1007/BFb0075513. ISBN 978-3-540-16466-1.
- Tits, Jacques; Weiss, Richard M. (2002). 《Moufang polygons》. Springer Monographs in Mathematics (영어). Springer-Verlag. doi:10.1007/978-3-662-04689-0. ISBN 978-3-540-43714-7. ISSN 1439-7382. MR 1938841.
- 吉荒 聡 (2001). “群と幾何における最近の動向” (PDF). 《京都大学数理解析研究所講究録》 (일본어) 1214: 122–136.